# Ludwik August Plater
Ludwik August Plater (ur. 15 czerwca 1775, zm. 6 września 1846) – hrabia, radca stanu, członek Rady Stanu Królestwa Kongresowego w 1830, dyrektor generalny Komisji Rządowej Przychodu i Skarbu Królestwa Kongresowego, członek Komisji Najwyższej Egzaminacyjnej w Królestwie w 1829 roku.

## Życiorys
Uczestnik powstania kościuszkowskiego, na początku XIX w. współpracował z Adamem Czartoryskim, senator-kasztelan Królestwa Polskiego, przedstawiciel dyplomatyczny Rządu Narodowego w czasie powstania listopadowego w Paryżu, działacz polityczny, organizator polskiego leśnictwa, działacz Wielkiej Emigracji (Hôtel Lambert), szef Towarzystwa Literackiego w Paryżu, członek władz Związku Jedności Narodowej.
W 1816 roku był wielkim sekretarzem, a w 1819 roku wielkim namiestnikiem Wielkiego Wschodu Narodowego Polski.
Członek Towarzystwa Królewskiego Przyjaciół Nauk w Warszawie w 1829 roku. W 1832 był jednym z założycieli Towarzystwa Literackiego w Paryżu.
Był współzałożycielem Szczególnej Szkoły Leśnictwa w Warszawie (1818 r.)
Jako senator podpisał 25 stycznia 1831 roku akt detronizacji Mikołaja I Romanowa.
W Królestwie Kongresowym został kawalerem Orderu Świętego Stanisława I klasy w 1820 roku.